# 후쿠타니 고지
후쿠타니 고지(일본어: 福谷 浩司, 1991년 1월 9일~)는 일본의 프로 야구 선수이며, 현재 퍼시픽 리그인 홋카이도 닛폰햄 파이터스의 소속 선수(투수)이다. 아이치현 지타시 출신이다.

## 인물

### 프로 입단 전
지타 시립 신덴 초등학교 1학년 때부터 소년 야구팀인 ‘기타타쓰미 유니온스’에서 투수로서 야구를 시작했으며 지타 시립 도부 중학교 시절에는 소년 야구팀에 소속됐다. 3학년 때는 주장으로 발탁돼 주로 유격수로서 활약했다. 현지의 강호 사립학교로부터의 권유도 있었지만 문무양도를 목표로 하는 본인의 의향으로 아이치현에 소재한 요코스카 고등학교에 진학, 1학년 봄부터 벤치에 들어갔고 4번 에이스로 활약했다.
2학년 겨울에는 아이치현 선발로 미일 친선 고교 야구에 나카가와 다이시(사쿠라가오카 고등학교), 오가와 야스히로(세이쇼 고등학교) 등과 함께 참가하여 팀의 부주장을 맡았다. 첫 경기에 선발로 나섰지만 3이닝 6실점, 2경기에서 9실점의 결과로 끝났다. 3학년 때 열린 하계 아이치현 대회에서 예선 첫 상대인 사쿠라가오카 고등학교와의 경기에서는 8개 프로 구단의 스카우트가 집결했고 나카가와와의 4번 에이스 맞대결이 세간의 주목을 끌었지만 0대 6으로 패했다. 타자로서의 나카가와를 1안타로 막았지만 투수 나카가와에게는 3개의 삼진을 당하고 3안타 완봉패를 당했다. 고교 통산 20홈런을 기록했고 투구에서는 최고 속도 145 km/h를 기록하여 프로 지망계를 제출했지만 지명이 누락됐다. 최고 성적은 2학년 때인 하계 아이치현 대회의 4차전으로 고시엔 대회 출전 경험은 없다.
학년 최상위 수준의 학력을 가지면서 AO 입시를 통해 게이오기주쿠 대학 이공학부에 합격하는 영예를 안았다.

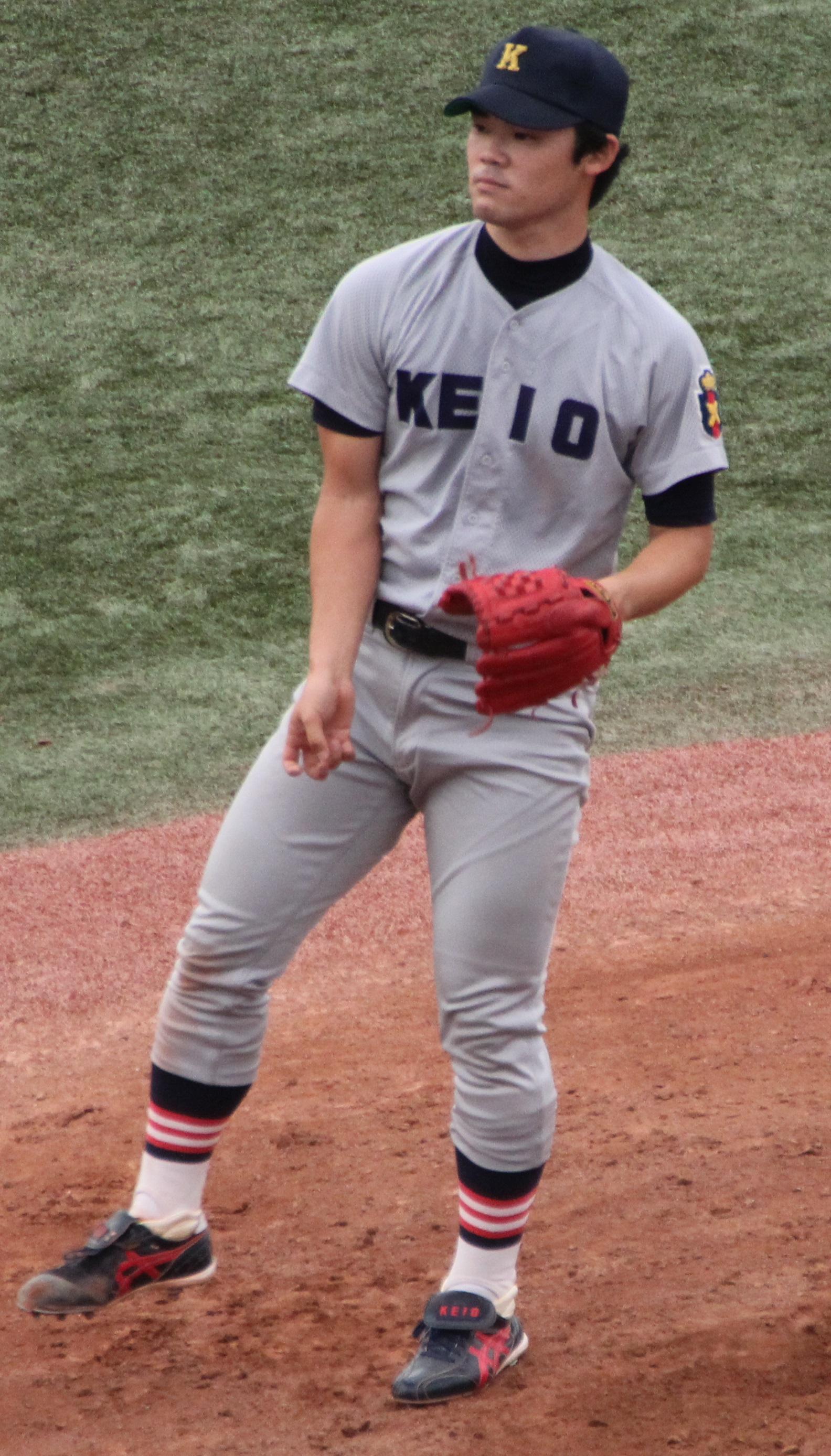
게이오기주쿠 대학 시절(2012년)

대학 입학과 동시에 게이오기주쿠 체육회 야구부에 입단한 후에는 1학년 가을부터 도쿄 6대학 리그전에 출전, 릿쿄 대학과의 2차전에서 데뷔 무대를 가졌다. 2이닝 동안 타자 6명을 상대로 무안타와 탈삼진 2개를 기록했다. 2학년 춘계 리그에서는 선발과 구원으로서 10경기에 등판하는 활약을 보여 팀의 우승에 기여해서 두각을 나타냈다. 추계 대회에서는 평균 자책점 1.32(2위)로 5승을 올리는 등의 활약으로 베스트 나인을 수상했지만 와세다 대학과의 플레이오프 맞대결에서 패하여 우승에는 실패했다.
3학년 춘계 리그에서는 0.59라는 최우수 평균 자책점으로 팀의 절대적인 수호신으로서 활약했고 승점 5로 완전 우승을 달성했다. 와세다 대학과 상대하여 구속 155 km/h를 기록했고 3학년 추계 리그에서는 주무기인 직구가 듣지않을 정도의 제구력 난조로 1승 2패, 2.60의 평균 자책점으로 부진해 시즌을 마쳤다. 4학년 춘계 리그에서는 오른쪽 폐각근 통증에 의해 출전이 늦어지면서 주로 구원 투수로 기용했고 릿쿄 대학과의 경기에서 첫 선발로 나섰지만 2자책점을 기록했다. 이어지는 와세다 대학과의 1차전에서 3자책점을 남겼지만 연장전까지 접전 끝에 팀은 역전승을 거뒀고 자신은 승수를 쌓지 못했다. 4학년 추계 시즌에서는 10경기 모두 구원으로 등판해 3자책점과 평균 자책점 1.04로 승패는 없었으며 규정 투구 이닝을 겨우 채워서 평균 자책점 2위를 차지했다.
전일본 대학 야구 선수권 대회에서는 2학년 봄(4강)과 3학년 봄(준우승)에 출전하면서 평균 자책점 1.71, 피안타율 8.20, 탈삼진률 8.20, 4사구 허용률 2.05의 결과를 남겼다.
2학년 봄에 열린 도인 요코하마 대학의 도메이 다이키와의 투수전에서 승리해 4피안타 11탈삼진 1실점의 완투로 첫 경기를 무난하게 이겼고 3학년 봄에 열린 결승전에서 도요 대학 소속인 후지오카 다카히로와의 투수전을 펼쳐 후쿠타니는 9이닝까지 10피안타 1실점의 호투를 보였지만 연장 10회말에 1사 1루 상황에서 끝내기 2점 홈런을 맞아 우승을 놓쳤다. 국제 대회에서는 3학년 여름에 있었던 미일 대학야구에 참가해 2경기에서 3과 2/3이닝 4피안타 1실점을 기록했다.
도쿄 6대학 리그에서의 성적은 통산 63경기에 등판해 225와 1/3이닝, 10차례의 선발과 5차례의 완투, 41차례의 구원, 9승 5패, 182탈삼진, 평균 자책점 1.80의 성적을 남겼다.
2012년 10월 25일에 열린 프로 야구 드래프트 회의에서 주니치 드래건스로부터 1순위 지명을 받아 계약금 1억 엔(추정치)과 플러스 옵션 5,000만 엔, 연봉 1,500만 엔(추정치)으로 계약을 맺고 입단했다. 등번호는 작년까지 히데노리가 착용한 24번으로 결정했다.

### 프로 입단 후
입단 첫 해인 2013년에 근육 파열로 인한 재활훈련의 영향으로 개막 이후부터 장기적인 이탈을 피할 수 없게 됐다. 그리고 부상에서 회복한 6월 8일부로 1군에 등록돼 이튿날인 6월 9일 1군에서 첫 등판했고 1이닝을 3자 범퇴로 막아냈다. 6월 16일 지바 롯데 마린스전에서 2/3이닝을 던져 4실점으로 패전 투수가 되는 등 7월 7일에 1군 등록이 말소됐다.
2014년에는 개막 이후부터 1군 엔트리에 합류하면서 주로 경기 종반에 있어서의 마무리로 기용돼 이와세 히토키가 부상으로 이탈한 후에는 마무리 투수를 맡았다. 8월 6일에 프로 데뷔 후 처음으로 세이브를 올렸고 9월 21일에는 2이닝을 던지면서 프로 첫 승리를 거두는 등 작년보다 큰 폭을 웃도는 성적을 남겼다.
2015년 7월 16일에는 제1회 WBSC 프리미어 12의 일본 대표팀 1차 후보 선수로 선출됐다는 사실이 발표됐다. 같은 해 오프(11월 30일)에는 나고야 시내의 호텔에서 열린 선수 납회식에서 다음 시즌부터 선수회 부회장을 맡게 됐다고 발표했다.
2018년에는 29경기에 등판하여 0승 1패의 성적을 남겼다.

## 플레이 스타일
오버스로에서 최고 속도 157 km/h의 직구와 슬라이더, 체인지업을 던진다.

## 에피소드
- 3학년 봄에는 수호신으로서 팀의 우승에 기여해 0.59의 평균 자책점을 기록하여 최우수 평균 자책점 타이틀을 획득했다. 더 나아가 이러한 활약이 좋은 평가를 받아 게이오기주쿠 대학 이공학부생의 모범이 되는 활약을 보여준 학생에게 주어지는 ‘후지와라상’을 수상했다.[13][14]
- 게이오기주쿠 대학의 에토 쇼조 감독에게 ‘공부가 7, 야구가 3이라고 말하고 있었다. 학자가 야구를 하고 있는 이미지’라고 말하게 할 정도였는데 이수 과목의 성적은 모두 ‘A’학점이었다고 한다.[15] 화상공학 연구실에 소속돼 《야구 속에 혼재하는 애매함의 정량화》라는 제목의 졸업 논문을 작성했다.[16][17]
- 구체적으로는 공의 출처 파악의 난해함에 대한 화상 연구에서 릴리스 순간이 보기 힘든 투수로서 후쿠타니가 ‘연구 대상’으로 한 것이 나루세 요시히사이다. 모니터상에서 어깨와 팔꿈치, 손목의 위치를 마킹해서 투구폼을 해석하고 “몸의 회전폭을 억제하는 것이 ‘보기 어렵게 하는 것’으로 연결된다”는 결론을 낸 것이다.[18]
- 프로 입단 직후인 2012년 12월 중순에 시력교정의 라식 수술을 받았는데 오른쪽이 0.04, 왼쪽이 0.05였던 시력이 양쪽 눈 모두 2.0으로까지 회복됐다. 드래프트 지명 당일에 다카기 모리미치 감독이 춘계 스프링 캠프 1군에서의 시작을 천명하는 등 최고 속도 155km/h 오른팔에 대한 기대는 높았다. 그러나 작년 3월에 한 오른쪽 폐각근의 근육 파열이 재발돼 정밀 검사와 재활훈련을 위해 오키나와 스프링 캠프에서 이탈했다.[19]
- 2013년 시즌 종료 후, 주니치 구단에 의한 별명을 공모한 것에 따라 같은 해인 11월 30일의 팬 감사 데이에서 3개의 최종 후보 중 ‘후쿠 양’(福やん)이라는 별명을 팬 투표에 의해서 결정됐다.[20]
- 2016년 3월 3일에 일반 여성과 결혼하여 혼인 신고를 했다고 발표했다.[21]

## 상세 정보

### 출신 학교
- 아이치 현립 요코스카 고등학교
- 게이오기주쿠 대학

### 선수 경력
- 주니치 드래건스(2013년~2024년)
- 홋카이도 닛폰햄 파이터스(2025년~)

### 개인 기록

#### 첫 기록(투수)
- 첫 등판: 2013년 6월 8일, 대 후쿠오카 소프트뱅크 호크스 3차전(나고야 돔), 6회초에 3번째 투수로서 구원 등판, 1이닝 무실점
- 첫 탈삼진: 상동, 6회초에 이마미야 겐타로부터 헛스윙 삼진
- 첫 홀드: 2013년 6월 15일, 대 지바 롯데 마린스 3차전(QVC 마린필드), 10회말에 6번째 투수로서 구원 등판, 1이닝 무실점
- 첫 세이브: 2014년 8월 6일, 대 히로시마 도요 카프 16차전(나고야 돔), 9회초 2사 2루에 6번째 투수로서 구원 등판·마무리, 1/3이닝 무실점[22]
- 첫 승리: 2014년 9월 21일, 대 한신 타이거스 24차전(한신 고시엔 구장), 9회말에 4번째 투수로서 구원 등판, 2이닝 무실점[23]
- 첫 선발 등판: 2019년 5월 6일, 대 히로시마 도요 카프 7차전(나고야 돔), 6이닝 1실점으로 승패는 연결되지 않음
- 첫 선발 승리: 2020년 8월 11일, 대 히로시마 도요 카프 11차전(MAZDA Zoom-Zoom 스타디움 히로시마), 5와 2/3이닝 5피안타 1실점
- 첫 완투: 2021년 8월 24일, 대 도쿄 야쿠르트 스왈로스 15차전(시즈오카 구사나기 구장), 8이닝 2실점으로 패전 투수

#### 첫 기록(타격)
- 첫 안타: 2020년 9월 3일, 대 히로시마 도요 카프 15차전(나고야 돔), 3회말에 크리스 존슨으로부터 좌전 안타[24]
- 첫 타점: 상동, 6회말에 야부타 가즈키로부터 우전 적시타[24]

#### 기타
- 올스타전 출장: 1회(2014년)
- 개막전 선발 투수: 1회(2021년)

### 등번호
- 24(2013년~2024년)
- 41(2025년~)

### 연도별 투수 성적
| 연 도      | 소 속      | 등 판 | 선 발 | 완 투 | 완 봉 | 무 4 구 | 승 리 | 패 전 | 세 이 브 | 홀 드 | 승 률 | 타 자 | 이 닝 | 피 안 타 | 피 홈 런 | 볼 넷 | 고 4 | 몸 맞 | 탈 삼 진 | 폭 투 | 보 크 | 실 점 | 자 책 점 | 평 자 책 | W H I P |
| ---------- | ---------- | ----- | ----- | ----- | ----- | ------- | ----- | ----- | -------- | ----- | ----- | ----- | ----- | -------- | -------- | ----- | ---- | ----- | -------- | ----- | ----- | ----- | -------- | -------- | ------- |
| 2013년     | 주니치     | 9     | 0     | 0     | 0     | 0       | 0     | 1     | 0        | 3     | .000  | 36    | 7.1   | 8        | 1        | 7     | 1    | 0     | 4        | 0     | 0     | 6     | 6        | 7.36     | 2.05    |
| 2014년     | 주니치     | 72    | 0     | 0     | 0     | 0       | 2     | 4     | 11       | 32    | .333  | 298   | 74.2  | 54       | 2        | 26    | 0    | 1     | 72       | 4     | 2     | 15    | 15       | 1.81     | 1.08    |
| 2015년     | 주니치     | 42    | 0     | 0     | 0     | 0       | 3     | 4     | 19       | 4     | .429  | 176   | 40.0  | 38       | 3        | 20    | 0    | 3     | 25       | 3     | 0     | 19    | 18       | 4.05     | 1.45    |
| 2016년     | 주니치     | 41    | 0     | 0     | 0     | 0       | 1     | 2     | 8        | 8     | .333  | 171   | 40.0  | 45       | 6        | 9     | 0    | 2     | 23       | 5     | 0     | 18    | 18       | 4.05     | 1.35    |
| 2017년     | 주니치     | 25    | 0     | 0     | 0     | 0       | 1     | 1     | 0        | 2     | .500  | 122   | 26.2  | 35       | 5        | 9     | 0    | 1     | 26       | 5     | 0     | 17    | 17       | 5.74     | 1.65    |
| 2018년     | 주니치     | 29    | 0     | 0     | 0     | 0       | 0     | 1     | 0        | 4     | .000  | 114   | 27.0  | 31       | 5        | 7     | 0    | 0     | 28       | 0     | 0     | 16    | 15       | 5.00     | 1.41    |
| 2019년     | 주니치     | 1     | 1     | 0     | 0     | 0       | 0     | 0     | 0        | 0     | ----  | 26    | 6.0   | 6        | 1        | 2     | 0    | 0     | 6        | 0     | 0     | 1     | 1        | 1.50     | 1.33    |
| 2020년     | 주니치     | 14    | 14    | 0     | 0     | 0       | 8     | 2     | 0        | 0     | .800  | 359   | 92.0  | 81       | 7        | 13    | 0    | 1     | 72       | 2     | 0     | 27    | 27       | 2.64     | 1.02    |
| 2021년     | 주니치     | 18    | 18    | 1     | 0     | 1       | 5     | 10    | 0        | 0     | .333  | 432   | 103.1 | 112      | 10       | 17    | 1    | 1     | 73       | 3     | 0     | 55    | 52       | 4.53     | 1.25    |
| 2022년     | 주니치     | 5     | 5     | 0     | 0     | 0       | 1     | 3     | 0        | 0     | .250  | 119   | 23.0  | 42       | 3        | 9     | 0    | 0     | 14       | 4     | 0     | 27    | 23       | 9.00     | 2.22    |
| 2023년     | 주니치     | 14    | 11    | 0     | 0     | 0       | 3     | 4     | 0        | 0     | .429  | 241   | 54.0  | 72       | 6        | 11    | 0    | 1     | 36       | 1     | 0     | 34    | 31       | 5.17     | 1.54    |
| 2024년     | 주니치     | 8     | 4     | 0     | 0     | 0       | 3     | 1     | 0        | 1     | .750  | 121   | 29.0  | 30       | 3        | 7     | 0    | 0     | 16       | 1     | 0     | 12    | 12       | 3.72     | 1.28    |
| 통산: 12년 | 통산: 12년 | 278   | 53    | 1     | 0     | 1       | 27    | 33    | 38       | 54    | .450  | 2,215 | 523.0 | 554      | 52       | 137   | 2    | 10    | 395      | 28    | 2     | 247   | 235      | 4.04     | 1.32    |

- 2024년 시즌 종료 기준
- 굵은 글씨는 시즌 최고 성적.(2014년 리그 최다 등판)

### 연도별 수비 성적
| 연도 | 소속   | 투수  | 투수  | 투수  | 투수  | 투수  | 투수     |
| 연도 | 소속   | 경 기 | 척 살 | 보 살 | 실 책 | 병 살 | 수 비 율 |
| ---- | ------ | ----- | ----- | ----- | ----- | ----- | -------- |
| 2013 | 주니치 | 9     | 2     | 0     | 0     | 0     | 1.000    |
| 2014 | 주니치 | 72    | 1     | 10    | 1     | 1     | .917     |
| 2015 | 주니치 | 42    | 7     | 9     | 0     | 0     | 1.000    |
| 2016 | 주니치 | 41    | 7     | 12    | 0     | 2     | 1.000    |
| 2017 | 주니치 | 25    | 1     | 5     | 0     | 0     | 1.000    |
| 2018 | 주니치 | 29    | 1     | 3     | 1     | 0     | .800     |
| 2019 | 주니치 | 1     | 0     | 0     | 0     | 0     | ----     |
| 2020 | 주니치 | 14    | 9     | 11    | 1     | 2     | .952     |
| 2021 | 주니치 | 18    | 14    | 13    | 2     | 0     | .931     |
| 2022 | 주니치 | 5     | 3     | 1     | 0     | 0     | 1.000    |
| 2023 | 주니치 | 14    | 6     | 7     | 1     | 0     | .929     |
| 2024 | 주니치 | 8     | 0     | 4     | 0     | 1     | 1.000    |
| 통산 | 통산   | 278   | 51    | 75    | 6     | 6     | .955     |

- 2024년 시즌 종료 기준
- 굵은 글씨는 시즌 최고 성적.